# Kaptensgatan, Stockholm

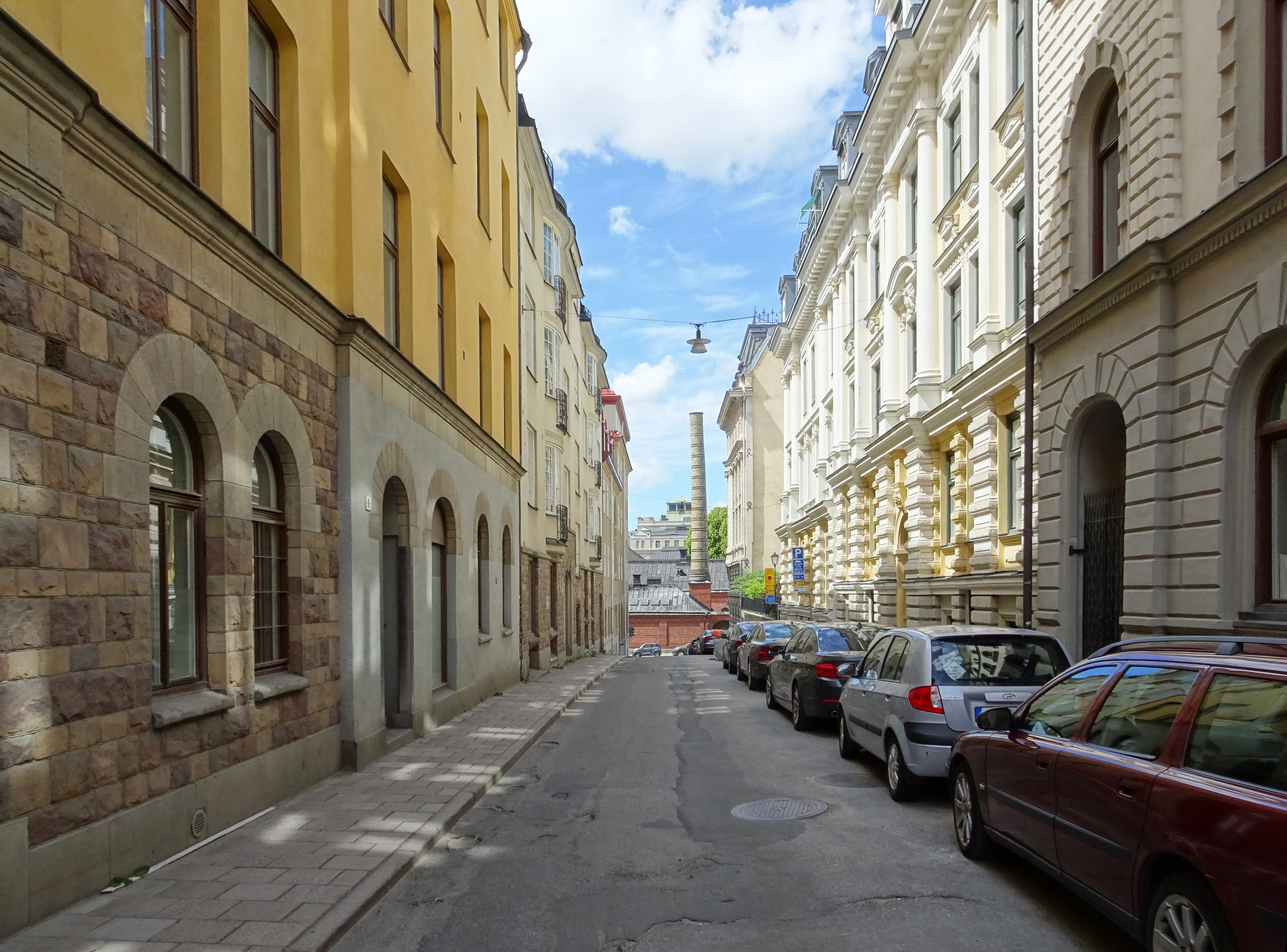
Kaptensgatan västerut, juni 2022.

Kaptensgatan är en gata på Östermalm i Stockholms innerstad, med sträckning från Artillerigatan till Grevgatan.

## Historik
Gatan korsas av Skeppargatan. Under 1600-talet bodde flera kaptener vid gatan och 1641 kallades den för Captens gathun. Den tidigaste omtalade lär vara kapten Anders Nilsson Krabat (eller Crabat) som 1649 blev gårdsägare i det efter honom uppkallade kvarteret Krabaten vid "Captiensgathan". Denne Krabat härstammade från Kroatien och "Krabat" är en förvrängning av kroat.
Samtliga nuvarande byggnader inom kvarteret Krabaten uppfördes på 1890-talet, bland dem hörnhuset Kaptensgatan 12 / Skeppargatan 8 som uppfördes 1895 efter ritningar av arkitekt Anders Höög. Bland övrig bebyggelse vid Kaptensgatan kan nämnas det så kallade Söderströmska huset i kvarteret Kyrkogården vid Artillerigatan 8-10 / Kaptensgatan som byggdes 1883 efter ritningar av arkitekterna Wilhelm Nerman och Kasper Salin samt Isak Gustaf Clason, de båda senare stod för fasadgestaltningen.

## Bilder

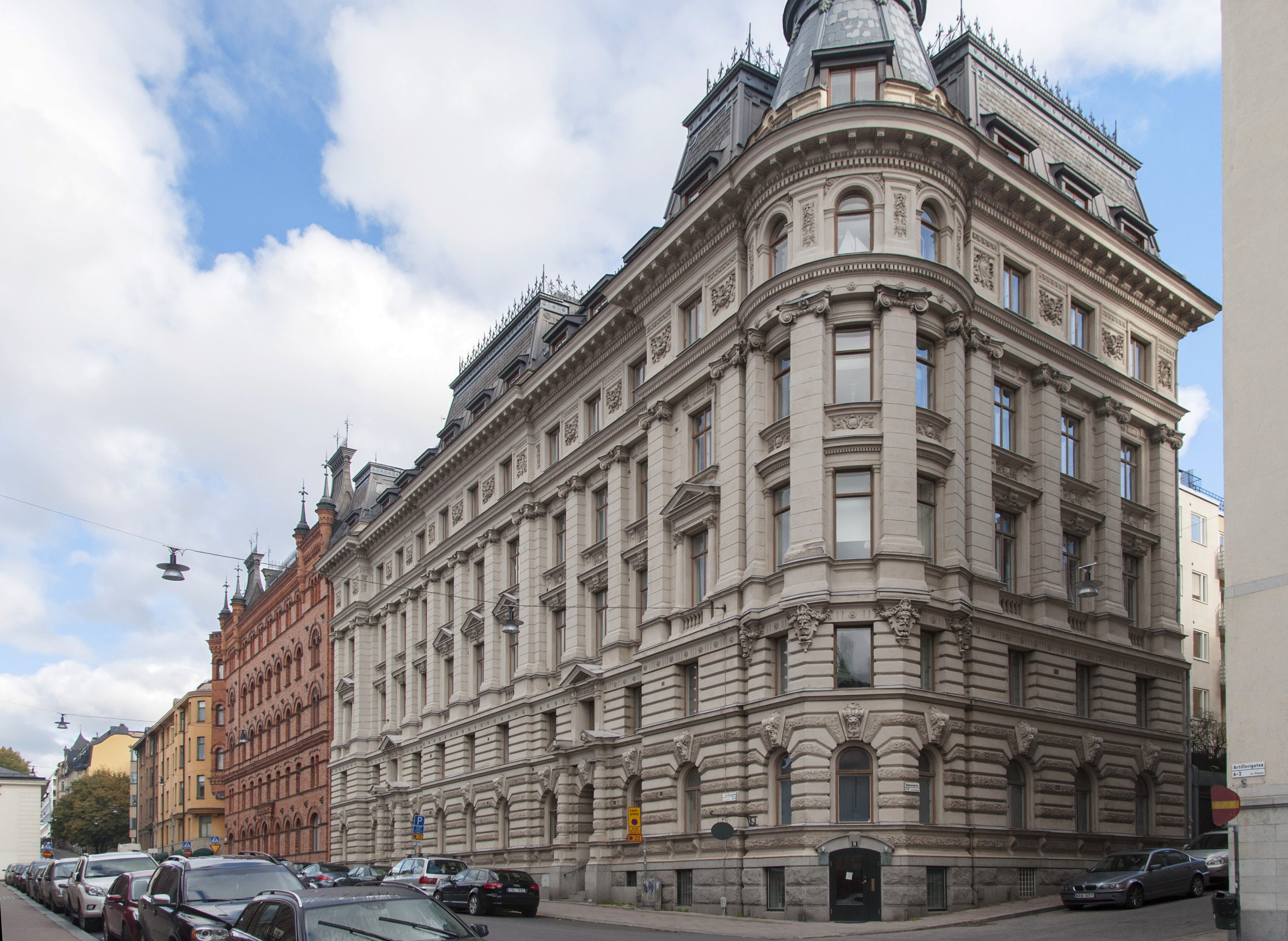
Söderströmska huset, Artillerigatan 8 / Kaptensgatan 1.
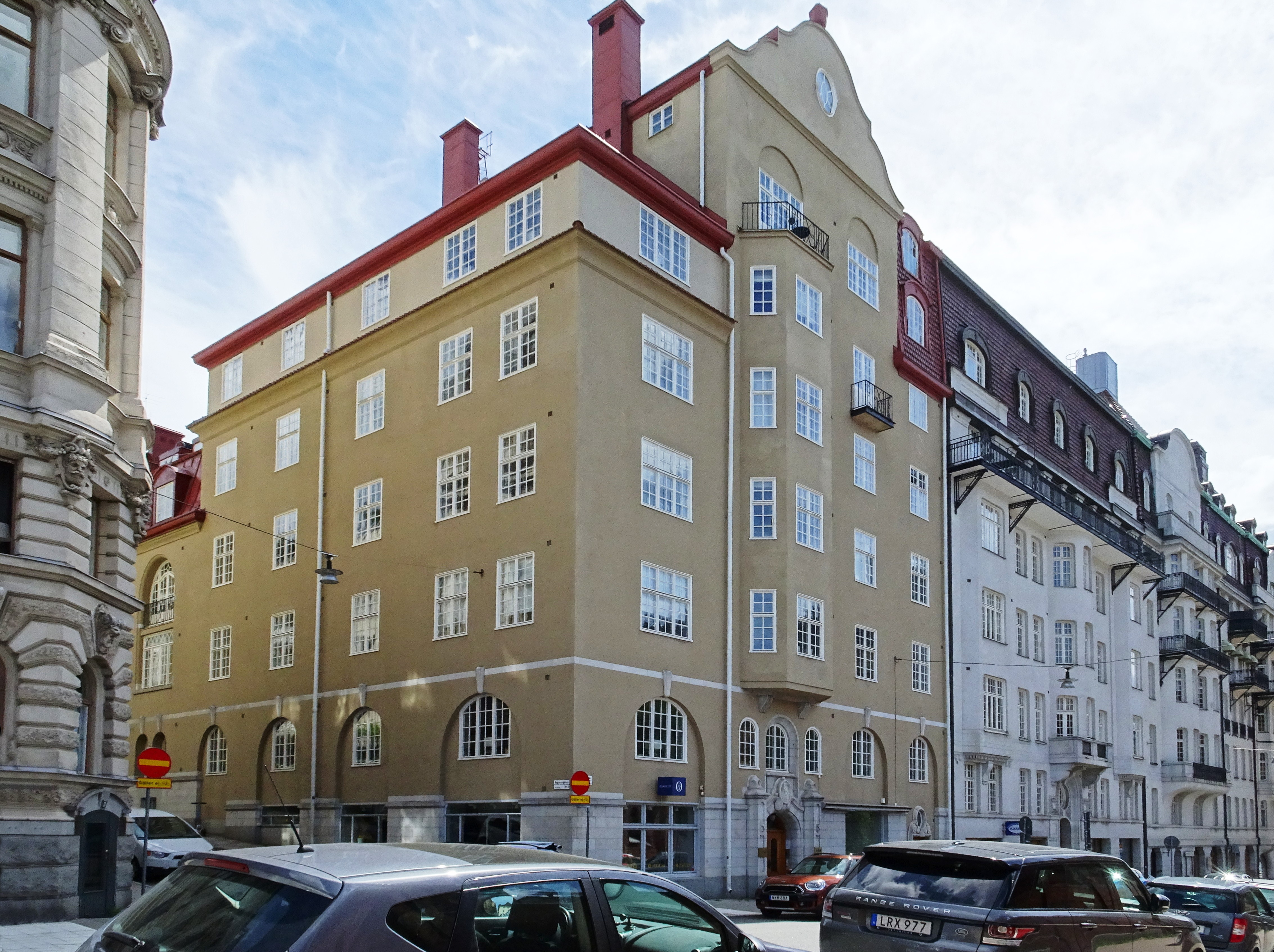
Kaptensgatan 2 / Artillerigatan 6.
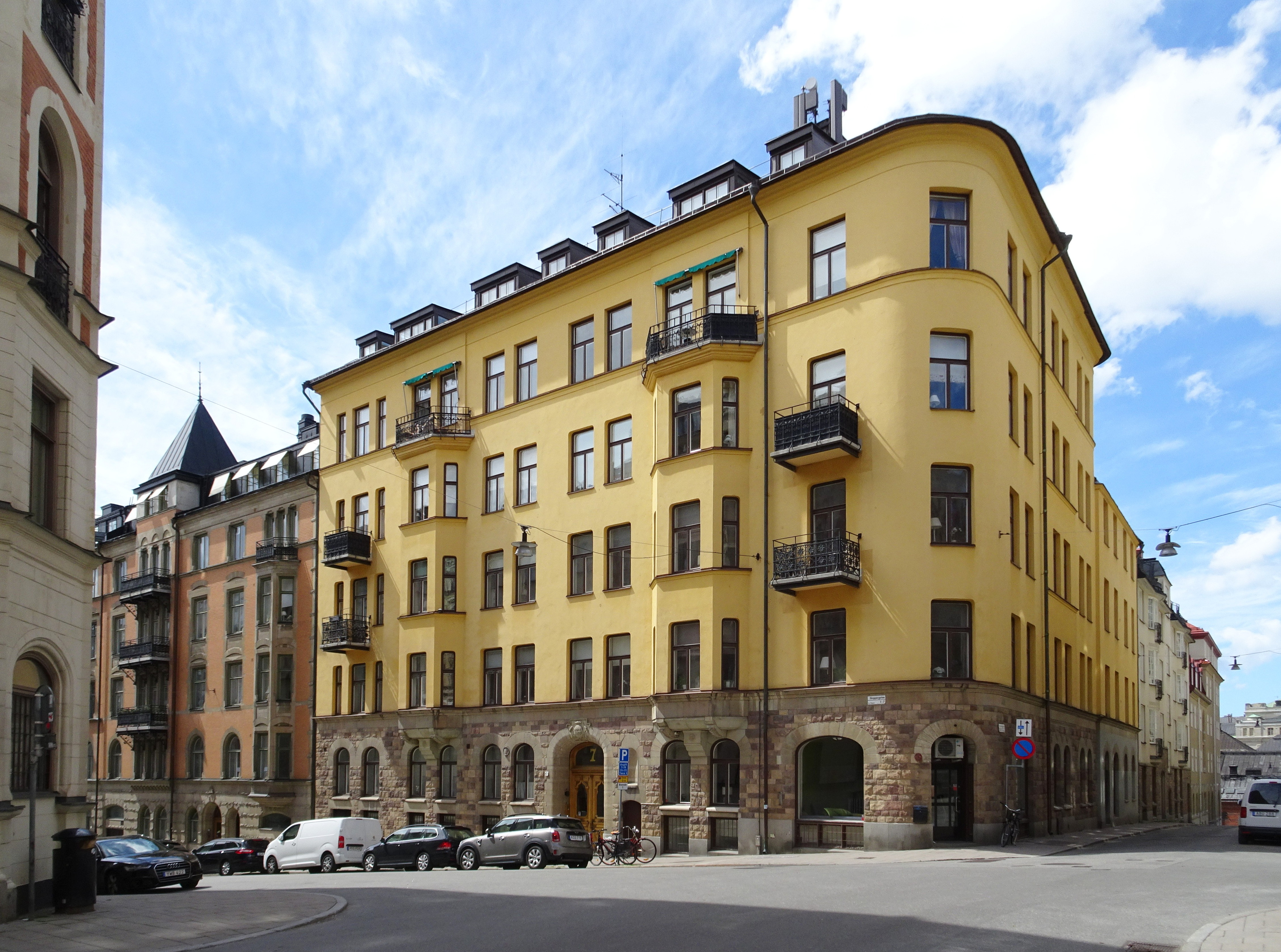
Skeppargatan 7 / Kaptensgatan 8.
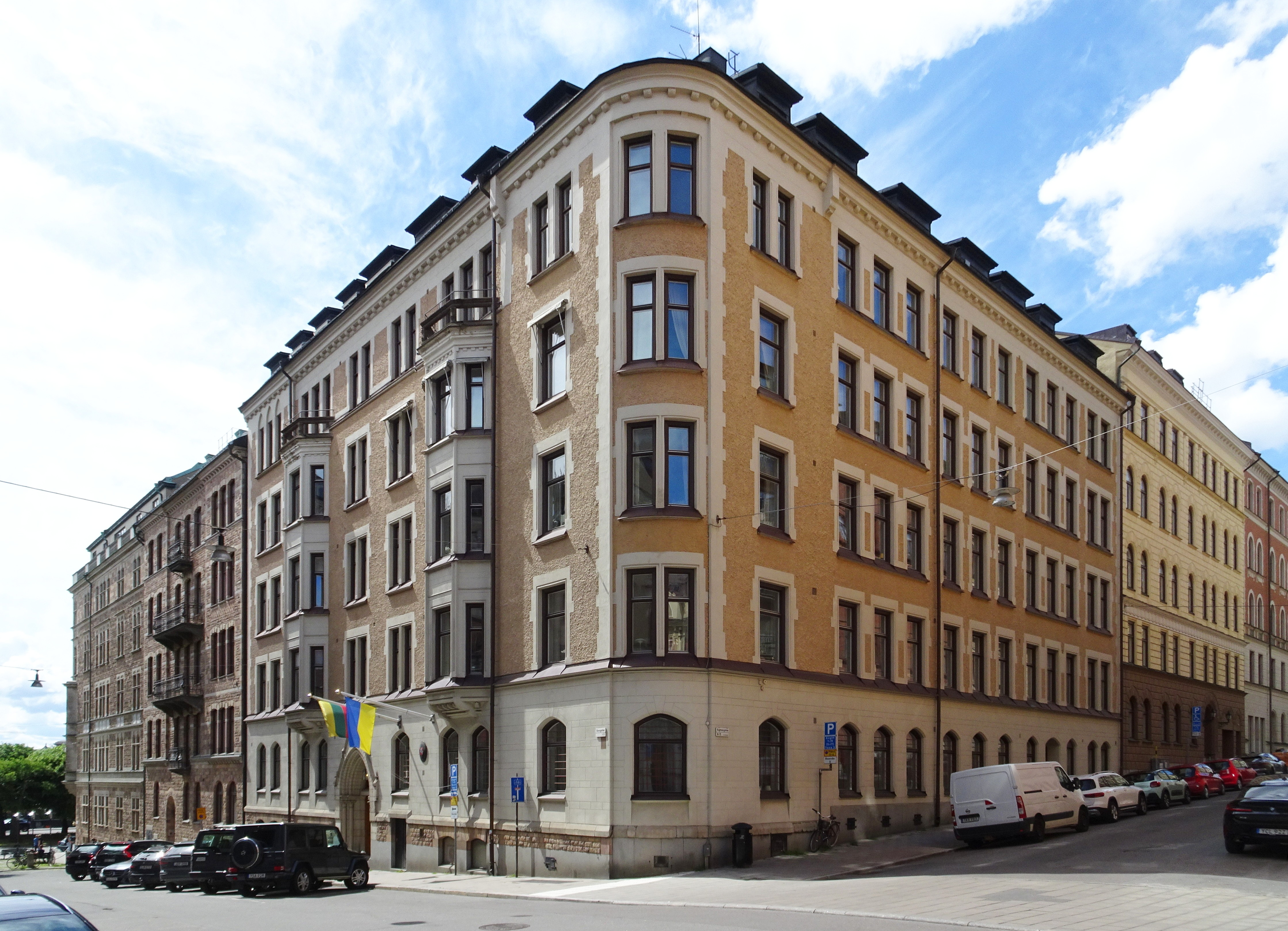
Grevgatan 5 / Kaptensgatan 16 (hemvist för Litauens ambassad i Stockholm).

## Kaptensgatan i kulturen
Ungdomsboken Kati på Kaptensgatan av Astrid Lindgren utgavs 1952 och handlar om Kati (22 år) som delar en liten lägenhet med sin bästa vän Eva på Kaptensgatan på Östermalm. De arbetar på samma advokatkontor, roar sig i sommar-Stockholm och ägnar sig åt inredning av sina två rum och kök.
Sivar Ahlruds böcker om Tvillingdetektiverna utspelar sig delvis på Kaptensgatan 13, där karaktären Hubert Norlén bor tillsammans med sin mamma Hanna.